# Bzová (Běleč)
Bzová (německy Bsowa) je malá vesnice, část obce Běleč v okrese Tábor v Jihočeském kraji. Nachází se asi 1,5 kilometru severně od Bělče. Bzová leží v katastrálním území Běleč u Mladé Vožice o výměře 12,23 km².

## Historie
První písemná zmínka o Bzové pochází z roku 1384, kdy patřila Dluhomilovi z Bzové, po němž ji v letech 1390–1420 spravovala vdova Jitka. Po ní následoval Citbor ze Bzové, ale od roku 1430 vesnice patřila vladyckému rodu z Pravětic. V krátkém období 1545–1547 vesnici vlastnilo město Tábor, ale poté ji vladykové z Pravětic získali zpět. Tvrz, která bývala zdejším panským sídlem, tehdy už byla pustá.

## Obyvatelstvo
| Rok            | 1869 | 1880 | 1890 | 1900 | 1910 | 1921 | 1930 | 1950 | 1961 | 1970 | 1980 | 1991 | 2001 | 2011 | 2021 |
| -------------- | ---- | ---- | ---- | ---- | ---- | ---- | ---- | ---- | ---- | ---- | ---- | ---- | ---- | ---- | ---- |
| Počet obyvatel | 186  | 187  | 168  | 164  | 142  | 146  | 145  | 98   | 102  | 94   | 88   | 74   | 80   | 62   | 71   |
| Počet domů     | 23   | 24   | 24   | 24   | 24   | 24   | 25   | 25   | 25   | 22   | 24   | 28   | 31   | 31   | 36   |

## Obecní správa
Při sčítání lidu v letech 1850–1975 Bzová byla osadou obce Běleč, se kterým patřila nejprve do okresu Tábor, ale v roce 1950 v okrese Votice a od roku 1960 opět v okrese Tábor. Od 1. července 1975 do 31. prosince 1991 byly částí města Mladá Vožice v okrese Tábor. Od 1. ledna 1992 je opět částí obce Běleč v okrese Tábor.

## Galerie

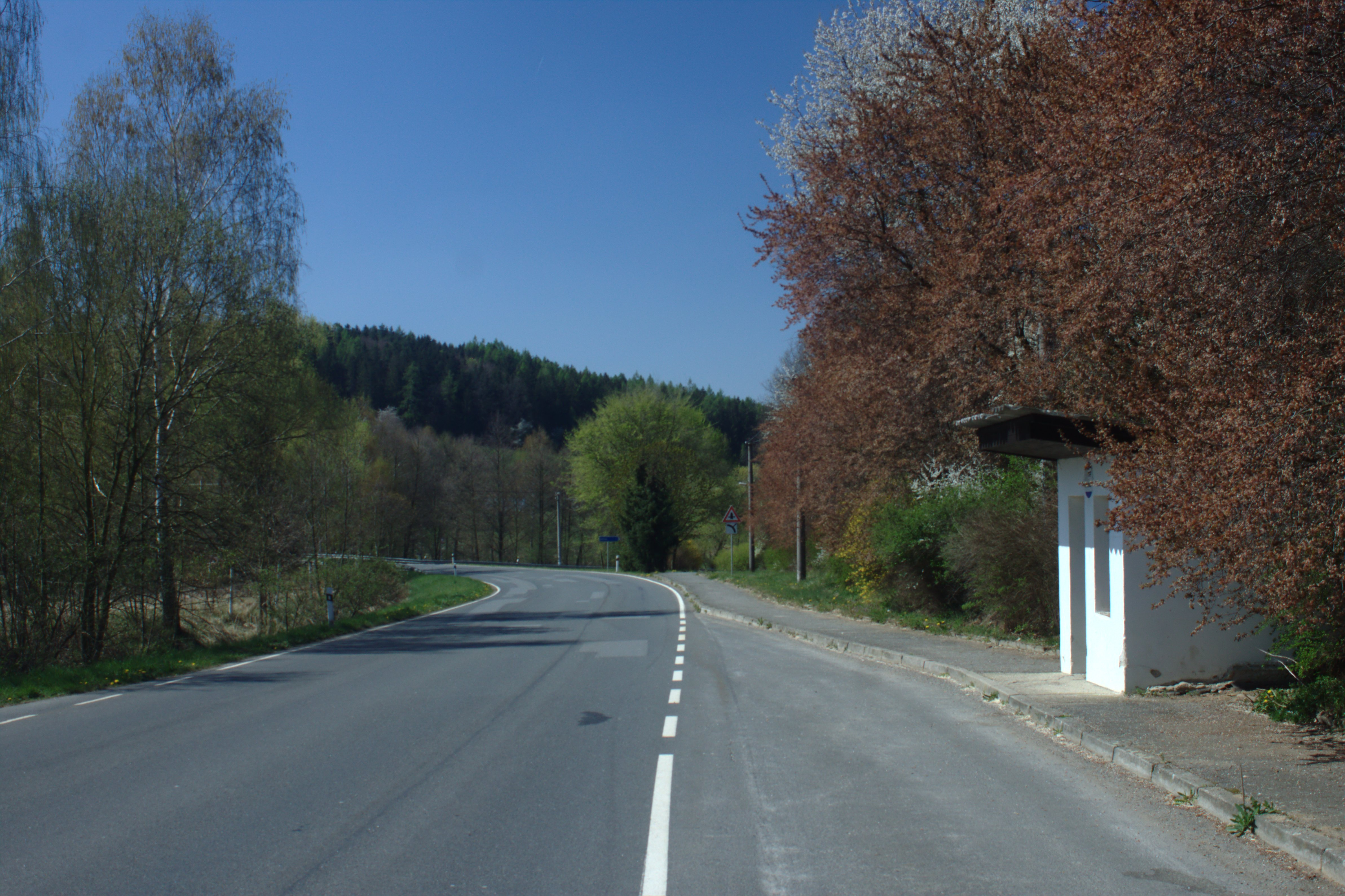
Silnice
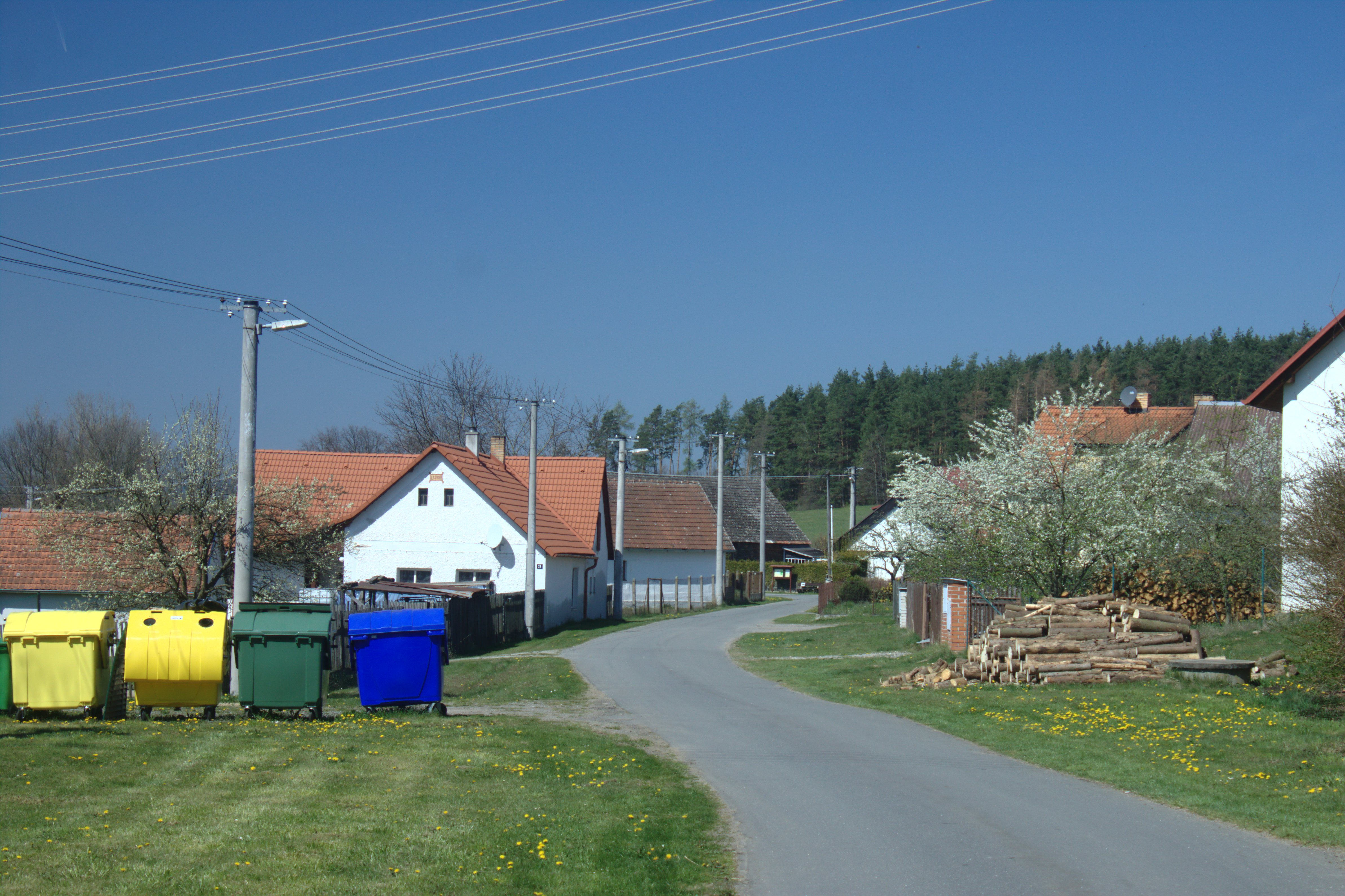
Domy
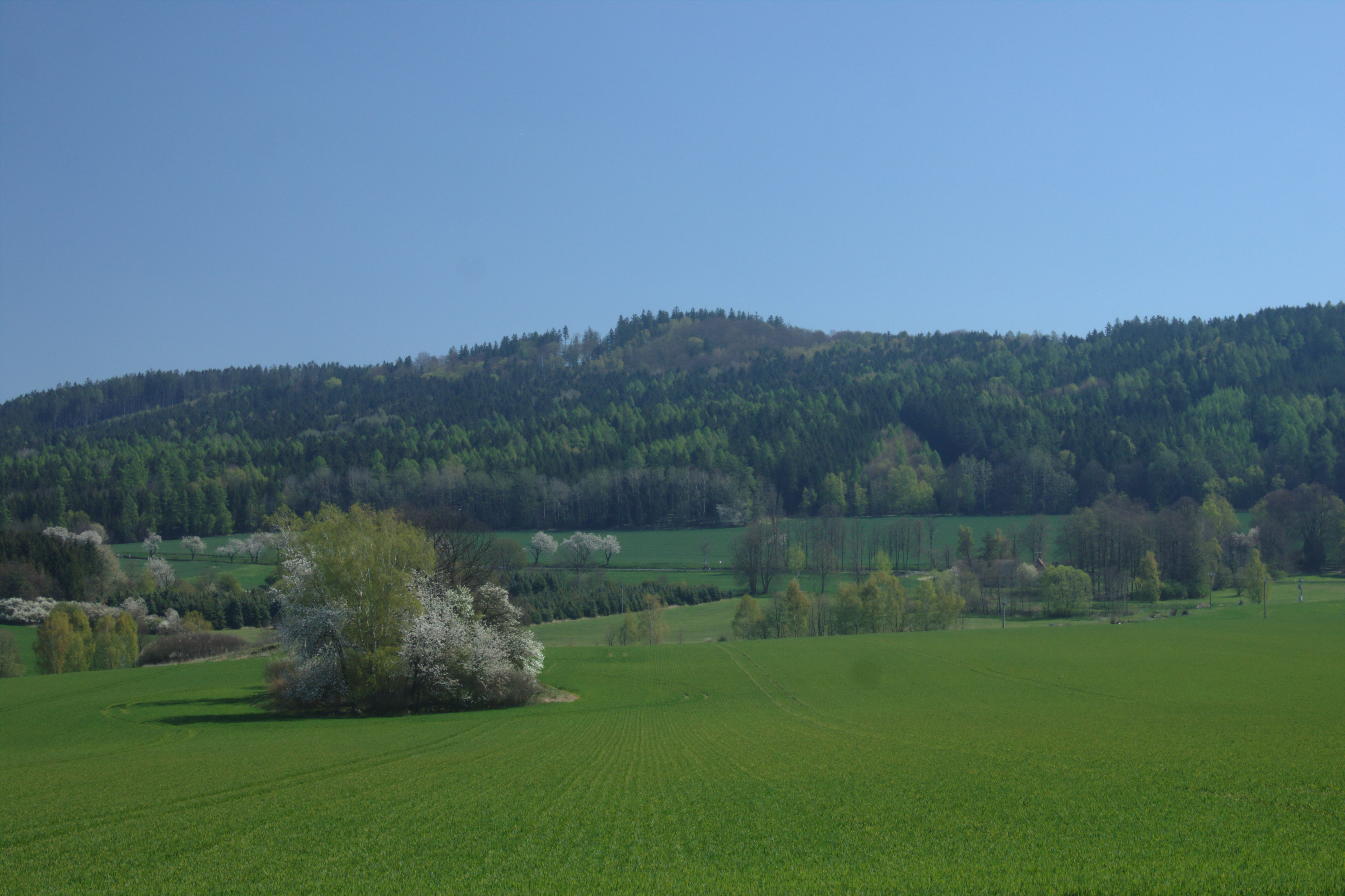
Okolní krajina (jaro 2019)